# Torpy
Il fiume Torpy è un fiume della Columbia Britannica, in Canada.
È un affluente del fiume Fraser; si origina nelle Montagne Rocciose e nella catena del McGregor Range, che è una suddivisione del Plateau McGregor. Il fiume va a formare il confine tra le Montagne Rocciose e il Plateau McGregor.